# 海洋碳循環

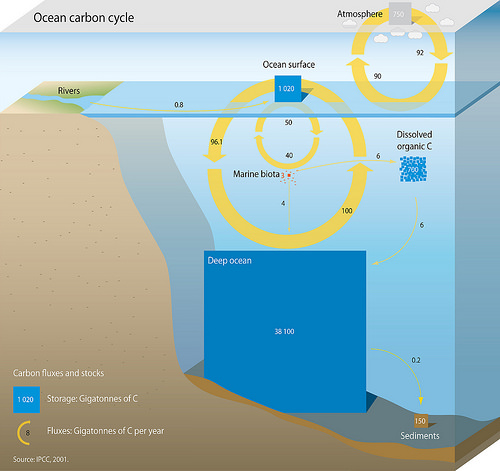
海洋碳循環 (資料來源：IPCC)

海洋碳循環（英語：oceanic carbon cycle，也可寫為"marine carbon cycle"）由海洋內各碳庫之間以及與大氣、地球內部和海床之間交換碳的過程所組成。碳循環是於跨越多個時間和空間尺度中許多過程相互作用的結果，這些過程導致碳在地球上移動，並於全球各處分佈。海洋碳循環是全球碳循環過程中的核心部分，其中包含無機碳（與生物不相關的碳，例如二氧化碳）和有機碳（在或是曾經在生物體內的碳） 。碳循環有部分會將碳在非生物和生物之間轉化。
構成海洋碳循環的三個主要過程（或稱為泵）將大氣中的二氧化碳（CO2）帶入海洋內，然後透過海洋分配。這三個泵為：(1) 溶解泵、(2) 碳酸鹽泵和 (3) 生物泵。地球表面於持續時間不到10,000年的活性碳庫中約含有40,000吉噸（Gt，十億噸，約等於600萬頭藍鯨的重量）的碳，其中約95%（38,000吉噸) 儲存在海洋中，大部分以溶解無機碳（DIC）形式存在。海洋碳循環中的這些DIC是海洋酸鹼化學的主要控制因素。
地球上的植物和藻類（自營生物）是最大的碳通量生產來源。雖然海洋生物群中儲存的碳量（約3吉噸）遠小於陸地植被所儲存的（約610吉噸），但此兩群體所交換的碳量（通量）幾乎相等，每個各佔約50吉噸。海洋生物透過光合作用等過程將碳和氧的循環作連結，在生物學上也與氮和磷的循環相關，碳、氮與磷之間的化學計量比率通常維持在恆定的106:16:1左右（此也稱為勞德菲爾德比率），由此表示生物體會吸收氮和磷以與新的有機碳結合。同樣的，細菌於分解有機物時會釋放磷和氮。
根據NASA、世界氣象組織、IPCC和國際海洋探索理事會的出版物，以及來自美國國家海洋暨大氣總署（NOAA）、伍茲霍爾海洋研究所、斯克里普斯海洋研究所、聯邦科學與工業研究組織（CSIRO）和橡樹嶺國家實驗室的科學家們，人類已對海洋碳循環造成巨大的影響。在第一次工業革命之前，海洋是大氣中二氧化碳的淨來源，而反過來，現在進入海洋的大部分碳是來自大氣中的二氧化碳。大氣和海洋之間的二氧化碳平衡受到改變，主要是由於人類燃燒化石燃料和生產水泥，結果導致海洋酸化。大氣中累積的二氧化碳過量導致氣候變化，最終讓海洋和大氣溫度升高（全球暖化）。全球於2000年至2010年期間的暖化速度減緩，可能是由於觀察到的海洋表面層熱含量增加後的結果。

## 海洋碳

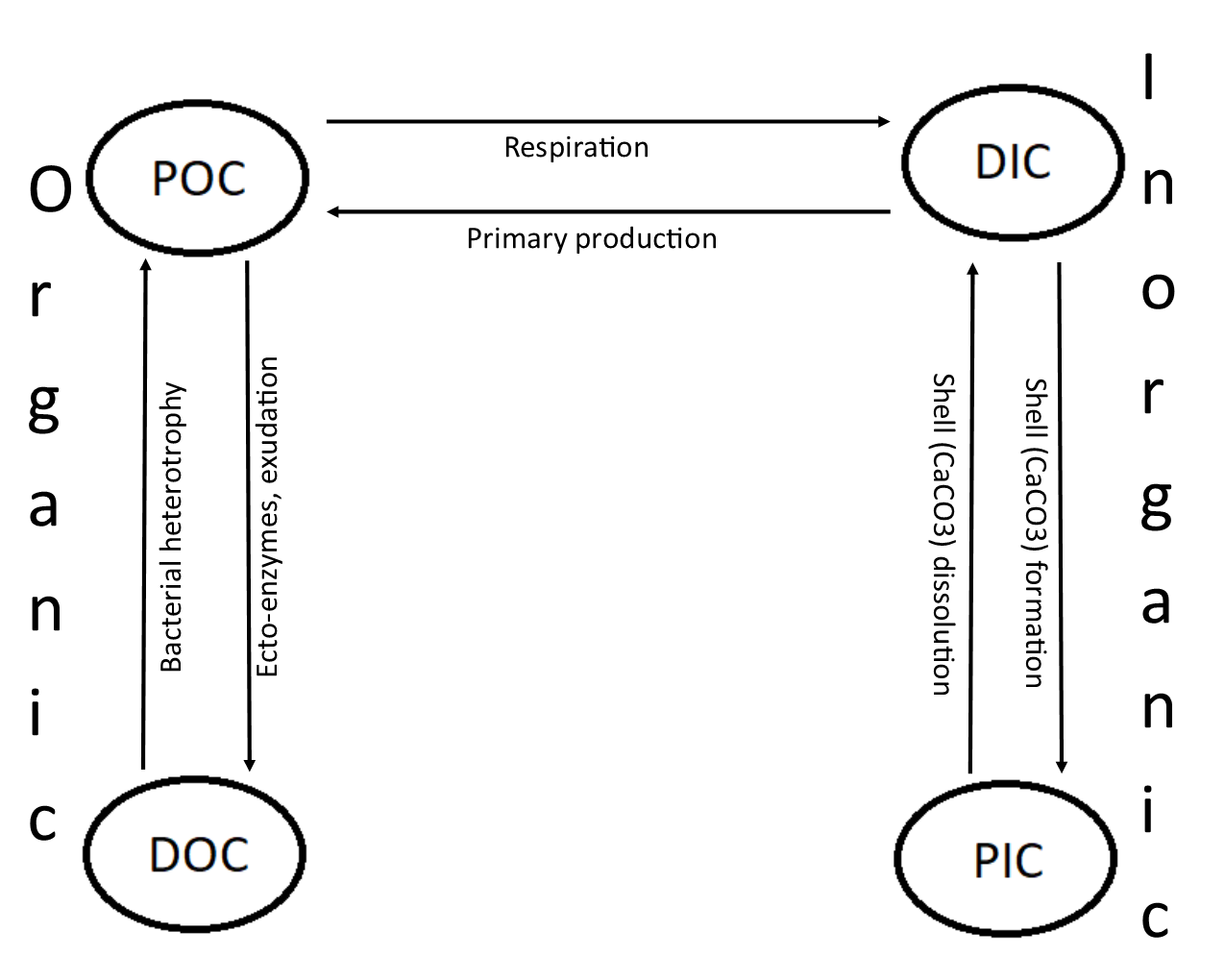
碳以有機或是無機、可溶解或是顆粒狀，而分為四個種類（碳庫）。箭頭所指方向表示碳從一碳庫進入另一碳庫，成為另一型態的碳。

碳化合物可區分為有機或是無機、可溶解或顆粒狀，取決於其成分。有機碳是有機化合物（如蛋白質、脂類、碳類和核酸）的關鍵成分。無機碳主要存於簡單化合物中，例如二氧化碳、碳酸、碳酸氫鹽和碳酸鹽。
海洋碳又進一步分成顆粒相和溶解相。這些分類由物理分離來定義 - 溶解相的碳可通過0.2微米的過濾網目，而顆粒碳不能。

### 無機碳
海洋中的無機碳主要有兩種。其一為溶解無機碳 (DIC) ，由碳酸氫鹽 (HCO3−)、碳酸鹽 (CO32−) 和二氧化碳（包括溶解的CO2和碳酸H2CO3）組成。 DIC可透過碳酸鈣（CaCO3）沉澱（生物或非生物方式）轉化為顆粒無機碳 (PIC)。 DIC也可透過光合作用和化能生物作用（即初級生產）轉化為顆粒有機碳 (POC)。隨著有機碳顆粒下沉和有氧呼吸，會導致DIC隨著深度的增加而增加。遊離氧隨著DIC的增加而減少，因為氧氣在有氧呼吸過程中遭到消耗。
另一種是顆粒無機碳（PIC）。大多數PIC是碳酸鈣，它是構成各種海洋生物外殼的成分，但也會形成水體白濁事件。海魚在滲透調節過程中也會分泌碳酸鈣。
海洋中的一些無機碳物質，例如碳酸氫鹽和碳酸鹽，是造成鹼度的主要成分，鹼度是一種天然的海洋緩衝劑，可防止酸度（即pH值）發生劇烈變化。海洋碳循環也會影響一些化合物的反應和溶解速率，及調節大氣中二氧化碳的含量和地球溫度。

### 有機碳
海洋中存在兩種主要的碳（溶解形式和顆粒形式）。溶解有機碳 (DOC) 的定義是任何可通過0.2微米過濾器網目的有機分子。 DOC可透過異營生物轉化為顆粒有機碳，也可透過呼吸轉化為溶解無機碳（DIC）。
那些可被0.2微米過濾網目捕獲的有機碳分子被定義為顆粒有機碳（POC）。 POC由生物體（死的或是活的）、其糞便和碎屑組成。例如POC可透過分子解聚和由浮游植物的滲出轉化為DOC。 POC一般透過異營生物及呼吸而轉化為DIC。

## 海洋中的碳泵

### 溶解泵

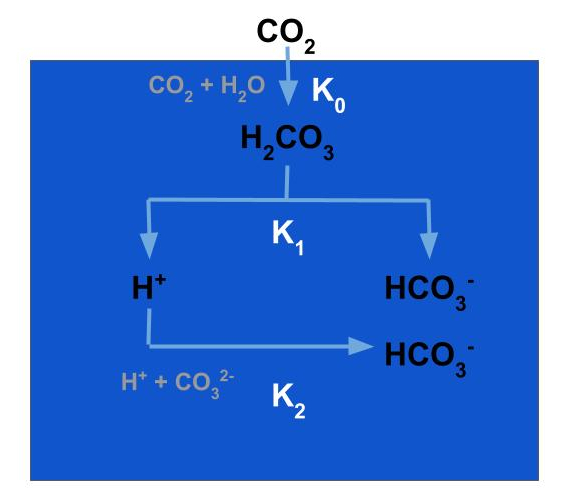
根據亨利定律，二氧化碳進入海水中後的解離過程（圖中的K稱為亨利常數）。

海洋是地球上最大的活性碳（即DIC）庫，DIC是大氣中二氧化碳溶入海水的結果，然後經溶解泵作用將碳由表面層移轉進入海洋內部。DIC的主要成分為溶解二氧化碳、碳酸、碳酸氫根離子和碳酸根離子。 DIC透過溫鹽環流在全球海洋中循環，海洋有巨大的DIC儲存能力。下面的化學方程式顯示二氧化碳進入海洋，並轉化為水態後所發生的反應。
| {\displaystyle {\ce {CO2(aq) + H2O -> H2CO3}}} |  | 1 |

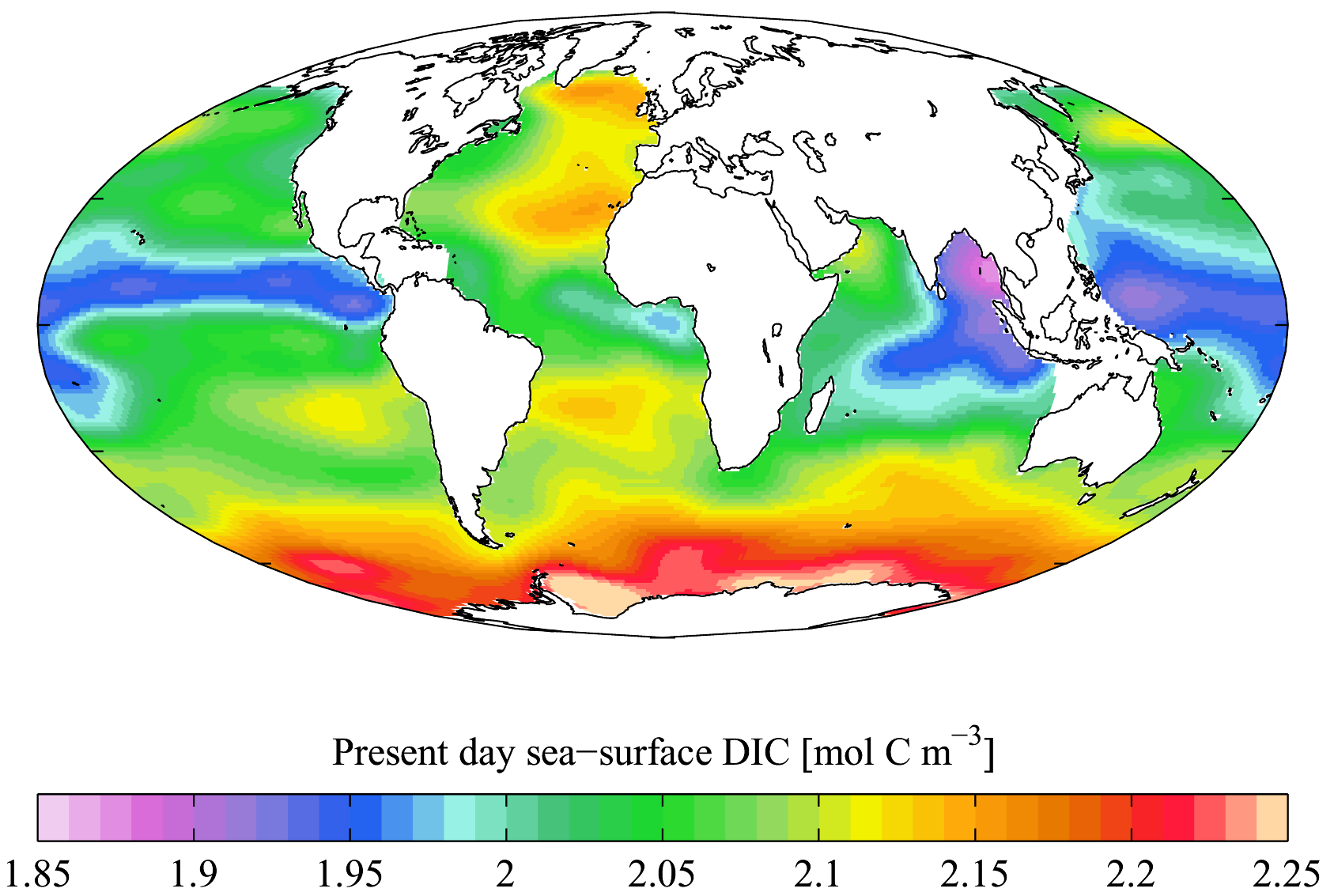
由全球海洋資料分析計畫（GLODAP）取得的氣候學數據而製作的1990年代全球海洋表面層溶解無機碳分佈圖。

碳酸迅速解離成遊離氫離子（技術上為水合氫離子）和碳酸氫鹽。
| {\displaystyle {\ce {H2CO3 -> H+ + HCO3^-}}} |  | 2 |

遊離氫離子與已溶於於水中的碳酸鹽發生反應，形成更多的碳酸氫根離子。
| {\displaystyle {\ce {H+ + CO3^2- -> HCO3^-}}} |  | 3 |

上述方程式中的溶解物質（主要是碳酸氫鹽）構成碳酸鹽鹼度系統，是構成海水鹼度的主要成分。

### 碳酸鹽泵
碳酸鹽泵（有時稱為碳酸鹽計數器泵），從海洋表面層的海洋生物開始，以碳酸鈣（方解石或霰石）的形式產生顆粒無機碳 (PIC)。 碳酸鈣是構成貝殼等堅硬身體部位的成分。形成這些殼的時候會增加大氣中的二氧化碳，因為在以下簡化化學計量反應中會產生碳酸鈣
| {\displaystyle {\ce {Ca^2+ + 2HCO3^- <=> CaCO3 + CO2 + H2O}}} |  | 4 |

鈣板金藻是種幾近隨處可見的浮游植物群，會生長碳酸鈣殼，是發揮碳酸鹽泵作用的重要群體。因為這種藻類數量豐富，對碳酸鹽化學及它們所棲息的表面層水域和其下的海洋會有重大影響：此種藻類為碳酸鈣向下輸送提供一個重要的機制。由海洋生物群落引起的大氣-海洋二氧化碳通量可透過下降比來確定，即沉入海底的顆粒物中碳酸鈣中的含碳與有機碳中的碳比例 (PIC/POC）。碳酸鹽泵對溶解泵吸入海洋的二氧化碳有負回饋作用（當如鈣鈑金藻的生物死亡時，其含有二氧化碳（溶解泵形成的溶解無機碳）的外殼會隨之沉入海底，有受到埋藏的機會）。它的作用幅度小於溶解泵（碳酸鹽泵仰賴如鈣鈑金藻或類似海中生物的作用，規模遠小於溶解泵。）。

### 生物泵
透過生物產生的顆粒有機碳（POC）可透過通常稱為生物泵的通量從上層海洋輸出，或透過呼吸（文中方程式 6）成為無機碳。在前者，溶解無機碳會經由光合作用（文中方程式 5）和其他形式的自營生物 轉化為有機物，然後下沉，並部分或全部被異營生物消化。根據生物體將顆粒有機碳分解為食物的難易度，顆粒有機碳區可區分為易於改變性、半易於改變性或不易改變性。浮游植物的光合作用主要是生產易於改變與半易於改變的分子，也是大多數生產不易改變分子的間接來源。易於改變分子在細胞外以低濃度形式存在（在體積莫耳濃度範圍內），在海洋中游離時半衰期僅為幾分鐘。它們通常停留在在海洋表面層，出現後數小時或數天內會被微生物消耗掉，這些分子會產生大部分的碳通量。半易於改變分子較難消耗，在被攝取之前就可下沉到海面下數百公尺的深度。不易改變的溶解有機物（DOM）主要由具有堅強共軛的分子組成，如多環芳香化合物或木質素。不易改變的DOM可下沉到超過1,000米的深度，並在海洋中循環數千年。每年大約有20吉噸光合作用固定的易於改變和半易於改變的有機碳被異營生物所吸收，而攝取的不易改變有機碳則少於0.2吉噸。海洋溶解有機物原本可將進入大氣的二氧化碳儲存，但人類工業化過程正將此一循環平衡破壞。
| {\displaystyle {\ce {{\underset {carbon~dioxide}{6CO2}}+{\underset {water}{6H2O}}->[light~energy]{\underset {carbohydrate}{C6H12O6}}+{\underset {oxygen}{6O2}}}}} |  | 5 |

| {\displaystyle {\ce {{\underset {carbohydrate}{C6H12O6}}+{\underset {oxygen}{6O2}}->{\underset {carbon~dioxide}{6CO2}}+{\underset {water}{6H2O}}+heat}}} |  | 6 |

## 輸入
海洋碳循環的輸入來源很多，但從淨值來看，主要是來自大氣和河流。通常來自海底熱泉的輸入與其移除的碳量相等。

### 大氣

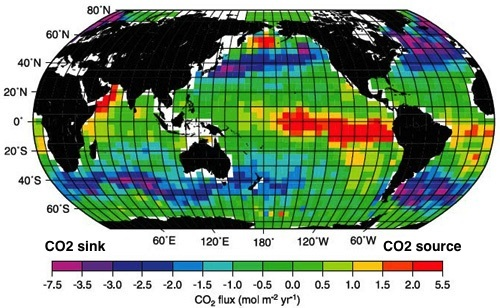
全球大氣與海洋二氧化碳通量交換圖，圖中綠色為大氣與海洋維持平衡狀態，紫色表示海洋為碳匯，紅色海洋為排放源（資料來源：IPCC 2007年。

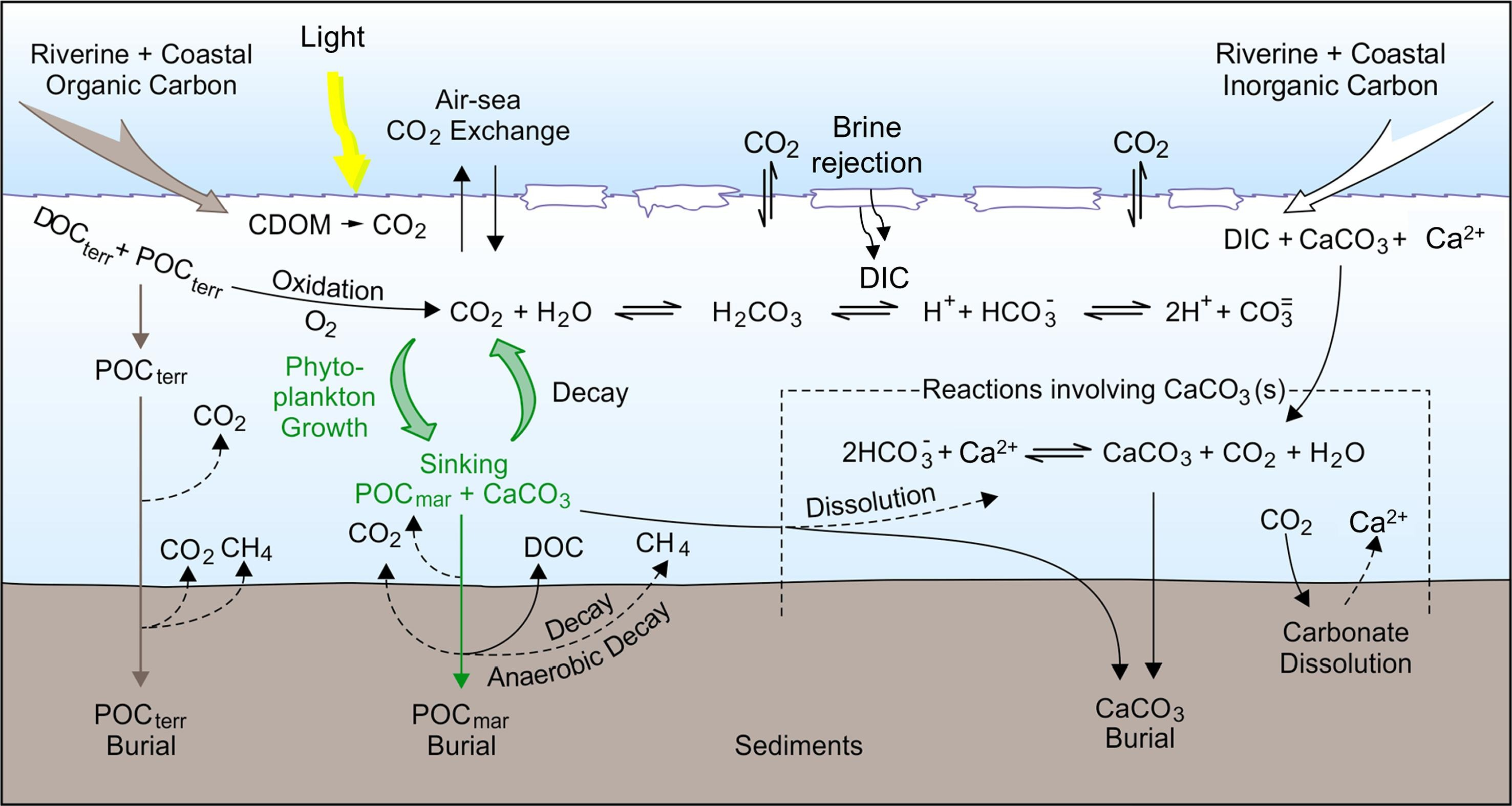
發生在高緯度大陸棚海洋中的碳循環過程。

海洋在第一次工業革命之前是大氣中二氧化碳的來源，將岩石風化和陸地顆粒有機碳的影響予以平衡，但現在海洋已成為大氣中過量二氧化碳的碳庫。海洋表面從大氣中吸收二氧化碳的速率因地而異，但平均而言，海洋每年可淨吸收2.2吉噸二氧化碳。由於溫度降低時二氧化碳於海水的溶解度可增加，因此寒冷地區海洋可含有更多的二氧化碳，但仍能與大氣保持平衡。相反的，海面溫度上升會降低海洋吸收二氧化碳的能力。北大西洋和北歐海洋的單位面積碳吸收量為世界最高，同時在北大西洋中，深對流每年會把大約1.97億噸的不易改變有機碳輸送到海洋深處。
於2020年所做的一項研究發現進入海洋的淨碳通量，比以前所得的數字明顯更高。這項新研究使用衛星，偵測到海洋表面和進行測量的幾米深度之間有微小的溫度差異。

#### 海洋與大氣之間的二氧化碳交換速率
海洋與大氣間二氧化碳交換速率取決於大氣和海洋中已有的二氧化碳濃度、溫度、鹽度和風速。此交換率可用亨利定律取得近似值，以S = kP表示，二氧化碳的溶解度 (S) 與大氣中的二氧化碳數量（或稱氣體分壓）成正比。

#### 雷維爾係數
由於海洋攝入二氧化碳的數量有其限度，二氧化碳流入量也可用雷維爾係數（也稱緩衝系數）來描述。雷維爾係數是二氧化碳的變化與溶解無機碳的變化比率，作為溶解泵於海水混合層中二氧化碳溶解的指標。雷維爾係數是表徵DIC庫將二氧化碳吸收為碳酸氫鹽的熱效率的表達式。 雷維爾係數越低，海水吸收二氧化碳的能力就越高。雖然美國科學家羅傑·雷維爾當年計算出的係數約為10，但於2004年所做的一項研究顯示在低緯度熱帶海洋的係數為9左右，而在南冰洋的係數約為15左右。

### 河流
河流也會把陸地上矽鋁酸鹽（文中方程式 7）和碳酸鹽岩（文中方程式 8）風化或是侵蝕，
| {\displaystyle {\ce {2 NaAlSi3O8 + 2 H2CO3 + 9 H2O -> 2 Na+ + 2 HCO3^- + 4 H4SiO4 + Al2Si2O5(OH)4}}} |  | 7 |

| {\displaystyle {\ce {CaCO3 + H2CO3 -> Ca^2+ + 2 HCO3^-}}} |  | 8 |

或有機物分解（文中方程式 5，例如植物和土壤材料）所產生的有機碳輸送進入海洋。河流攜帶進入海洋的DIC和DOC數量大致相等（各約0.4吉噸/年，共0.8吉噸）。流入乞沙比克灣的河流（薩斯奎哈納河、波多馬克河和詹姆斯河）每年攜帶約0.004吉噸的DIC入海。河流的碳輸送總量約佔大氣中總碳量的0.02%。雖然數字看來很小，但在很長的時間尺度（1,000到10,000年）內，進入河流（因此不會進入大氣）的碳可以作為穩定的溫室效應的反饋。

## 輸出

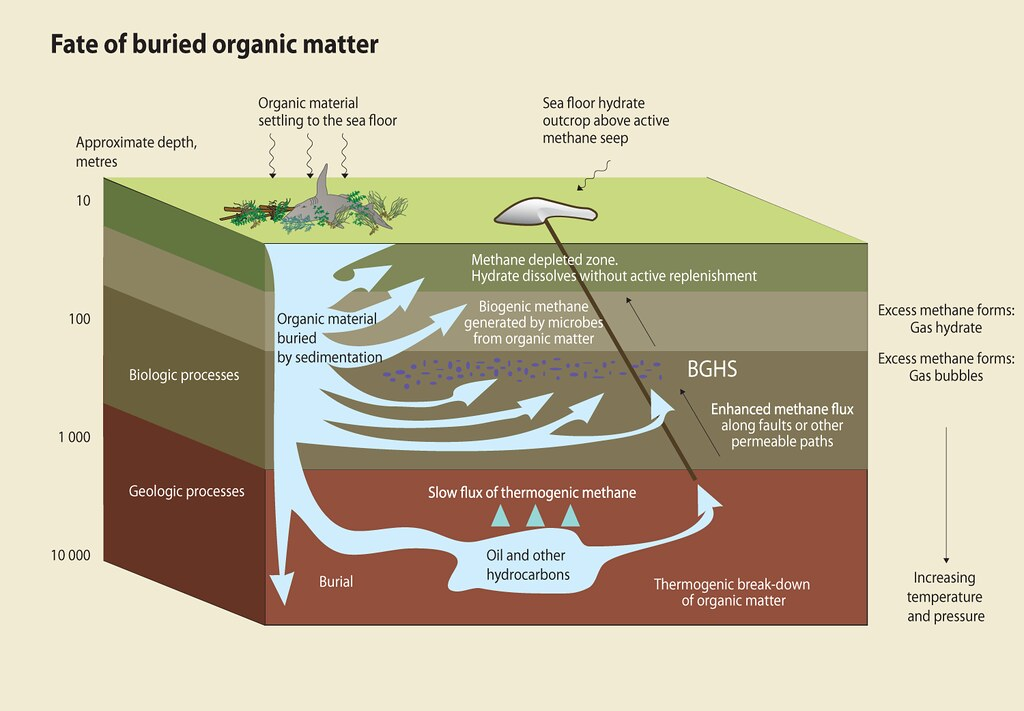
埋藏於海床中有機物（碳）的往後移動過程。

海洋碳系統的主要輸出是顆粒有機物（POC）和碳酸鈣（PIC），以及反風化作用。有些地區會有二氧化碳進入大氣，海底熱泉會釋放二氧化碳進入其周圍的海水。整體而言，此系統中的碳輸入大於輸出，不會發生碳的淨損失。

### 有機物保存
海底沉積是海洋中長期保存碳的所在，也是海洋系統最大的碳損失所在。深海沉積物和地層非常重要，因為它們提供地球上生命的完整記錄，也是重要的化石燃料來源。海洋碳可形成碎屑，離開系統，下沉後埋在海底，不會完全分解或溶解。全球海底沉積物含有1.75兆噸（1.75x1015公斤）的碳最多有4%來自太平洋透光帶（光動力驅動初級生產發生的地方）的顆粒有機碳被埋藏在海洋沉積物中。表示由於進入海洋的有機物質比被埋藏的有機物質要多，其中有很大部分已被用掉或是消耗掉。

#### 有機碳的沉積
歷史上，有機碳含量甚高的沉積物經常出現在表面層生產力高或底層水中氧濃度低的地區。有機碳埋藏情況有90%發生在三角洲、大陸棚和向上坡度地區的沉積物中，沉積物容易在較淺的海床，或是當地已有特殊沉積物存在的海床埋藏。埋藏的有機碳對氣候模式也很敏感：在盛冰期的累積速率會比間冰期高出50%。

#### 降解
POC在埋入海底之前會經歷一系列微生物驅動的過程而受到分解，例如產甲烷作用和硫酸鹽還原。POC降解是也會導致微生物甲烷的產生，而微生物甲烷是大陸邊緣存在的主要天然氣水合物。木質素和花粉本質上具有抗降解性，一些研究顯示無機基質也可保護有機物。此種有機物的保存速率取決於其他在時間和空間上非線性變化的相互依賴變數。有機物在有氧的情況下會迅速分解，但微生物可利用各種化學物質（透過氧化還原反應梯度）把缺氧沉積物中的有機物降解。至於可停止降解的埋藏深度為何，取決於沉積速率、沉積物中有機物的相對豐度、被埋藏的有機物的類型以及無數其他變數。雖然當細菌使用氧氣以外的氧化劑（硝酸鹽、硫酸鹽、三價鐵離子）時，可將缺氧沉積物中的有機物分解，但分解往往會在未完全礦化的情況下結束，原因為作用僅將易於改變分子分解，而會忽略不易改變的部分。

#### 埋藏
有機碳受到埋藏是地下生物環境的能量輸入，可在較長時間尺度（>10,000 年）內調節大氣中的氧氣。埋藏只在有機碳到達海底時才發生，導致大陸棚和沿海邊緣成為陸地和海洋初級生產有機碳的主要埋藏地。由峽灣或冰河侵蝕形成的懸崖也被認為是存有顯著碳埋藏量的區域，埋藏率比海洋平均水平高一百倍。顆粒有機碳埋藏在海洋沉積物中，為海洋中可用的碳庫與其在地質時間尺度的儲存之間建立一條路徑。一旦碳被封存在海底，就被認為是藍碳。埋藏率可計算為有機物質下沉速率與分解速率之間的差值。

### 碳酸鈣保存
碳酸鈣沉澱很重要，因為會導致鹼度損失以及二氧化碳釋放（文中方程式 4），因此碳酸鈣保存速率的變化會改變地球大氣中二氧化碳的分壓。碳酸鈣在絕大多數海洋表面層水中處於過飽和狀態，而在深處則處於欠飽和狀態，表示貝殼在沉入海洋深處時更易溶解。 碳酸鈣也可透過代謝溶解而分解（即可作為食物並排出體外），因此深海沉積物中的碳酸鈣含量非常少。海洋中碳酸鈣沉澱和埋藏將海洋中的顆粒無機碳移除，最終形成石灰石。在超過50萬年的時間尺度上，地球氣候受到進出岩石圈碳通量的調節。海底形成的岩石透過板塊構造循環回到地表、受到風化或隱沒進入地函中，火山噴發會釋放碳（釋氣）。

## 人類的影響
海洋已吸收15 - 40%的人為二氧化碳，迄今因燃燒化石燃料所產生的碳約有40%被海洋吸收。由於雷維爾係數會隨二氧化碳的增加而增加，未來一小部分人為通量仍將被海洋吸收。目前大氣中二氧化碳的年增量約為4億噸，加劇氣候變化，進而驅動碳濃度和碳氣候回饋過程，並改變溫鹽環流和海水的物理和化學性質，進而改變二氧化碳的吸收。過度捕撈和海洋塑膠污染導致海洋（世界上最大的碳庫）退化。

### 海洋酸化
由於海洋吸收大氣中的二氧化碳，導致海水pH值下降。溶解二氧化碳的增加會減少碳酸根離子的可用性，降低碳酸鈣飽和狀態，讓海中生物更難形成含碳酸鈣的外殼。碳酸根離子優先與氫離子結合形成碳酸氫鹽，碳酸根離子可用性的減少會增加未結合的氫離子數量，並減少形成碳酸氫鹽的數量（文中方程式 1-3）。 pH值是氫離子濃度的測量值，低pH值表示有更多未結合的氫離子存在。因此pH值是海洋中碳酸鹽離子分佈（碳存在的形式）的指標，可用於評估海洋的健康程度。
因海洋酸化而可能會受負面影響的生物體包括鈣板金藻和有孔蟲門（許多地區海洋食物網的基礎），及人類的食物如牡蠣和貽貝等，其中最受矚目的可能是珊瑚礁。在目前的溫室氣體排放軌跡上，大多數表面層海水仍將在一段時間內保持碳酸鈣（方解石和霰石）過飽和狀態，但許多地區中需要碳酸鹽的生物體可能會被別的物種取代。珊瑚礁面臨過度捕撈、硝酸鹽污染和海水變暖的壓力，海洋酸化對這物種增加額外的壓力。

### 鐵質施肥
鐵質施肥是氣候工程中的一個面相，透過改變碳循環或輻射強迫來操縱地球的氣候系統，目的在加速生物泵的作用以增加表層海洋碳輸出的可能性。理論上，這種輸出增加可將大氣中多餘的二氧化碳移除，並儲存在深海中。由於海洋的規模和異營生物群落對初級生產力增加能產生快速反應所需的時間，很難確定小規模施肥行動是否會導致有意義的碳輸出增加。科學界中多數人並不認為這是一個合理或可行的方法。

### 水壩與水庫
世界上有超過1,600萬座水壩，已將從河流到海洋的碳傳輸造成改變。由全球水壩觀察（Global Dam Watch）網絡提供的全球水庫和水壩資料庫，世界約有7,000座水庫，其蓄水量佔利用水壩蓄水總量（8,000立方公里）的77%。根據資料庫的數據，向海洋輸送的碳估計因此減少13%（自1970年以來），預計到2030年的減少量將會達到19%。水庫中含有的過量碳每年會向大氣額外排放約0.184吉噸的碳，另外約0.2吉噸的碳將被埋藏在水庫沉積物中。迄2000年，密西西比河、尼日河和恆河流域水庫的碳埋藏量約為全球25%至31%的佔比。2000年後，位於南美洲的巴拉那河流域（擁有70座水壩）和位於非洲的尚比西河流域中水庫的碳埋藏量超過密西西比河流域的埋藏量。因築壩而造成的大型碳埋藏河流有多瑙河、亞馬遜河、長江、湄公河、葉尼塞河和托坎廷斯河。

## 外部連結
- Current global map of the partial pressure of carbon dioxide at the ocean surface （页面存档备份，存于）
- Current global map of the sea-air carbon dioxide flux density （页面存档备份，存于）